# Dendrocephalus spartaenovae
Dendrocephalus spartaenovae es una especie de camarón duende anostracéo del género  Dendrocephalus de la familia Thamnocephalidae.

## Descripción
Dendrocephalus spartaenovae es un camarón duende que presenta una talla de unos 16 a 20 mm (superficie anterior de la cabeza al borde posterior de cercópodos).  La forma del cuerpo, la del par de cercópodos  y el segundo par de antenas son los típicos del género en líneas generales la forma del cuerpo es muy similar al de una Artemia, en D. spartaenovae los apéndices anteniformes son cortos e implantados junto a la base del primer par antenas, el apéndice frontal del macho con la forma característica del género Dendrocephalus , dicho apéndice presenta importancia taxonómica para la identificación de las especies del género, también característica de esta especie es que los endopoditos de los 3 primeros pares de patas del macho presentan borde entero y con fuertes espinas, el pene muy prolongado y ornamentado con hileras de espinas.

## Distribución
A Dendrocephalus spartaenovae se le ha señalado para Venezuela siendo su localidad tipo Pozo El Hato, Isla de Cubagua en el  estado Nueva Esparta adicionalmente se tienen registros par los estados Lara, Sucre y Falcón.
Además D. spartaenovae en Venezuela el género Dendrocephalus está representado por Dendrocephalus affinis, Dendrocephalus geayi y Dendrocephalus venezolanus

### Hábitat
Habitan en ambientes acuáticos,  generalmente de pequeño porte, como lo son la charcas temporales suelen cohabitar con insectos acuáticos, otros branquiópodos y copépodos. Se conoce que para que la eclosión de huevos se produzca la salinidad del medio debe ser cero.
En esta especie se han venido realizando estudios para su utilización en acuicultura específicamente como fuente de proteína animal para peces.